# Stede Bonnet
Stede Bonnet (29. července 1688, Barbados – 10. prosince 1718, Charleston) byl původně důstojník koloniální domobrany a poměrně zámožný pěstitel cukrové třtiny, který se rozhodl stát pirátem.
Působil na začátku 18. století během „zlaté éry pirátství" v Karibiku, ale jeho pirátská kariéra trvala pouze 20 měsíců. Na svých cestách se potkal i se slavným Černovousem. Kvůli svému původu byl přezdíván „pirátem džentlmenem".

## Začátek kariéry
Stede Bonnet se narodil v roce 1688 na faře St. Michael na Barbadosu v prosperující plantážnické rodině. Ze začátku byl váženým pěstitelem cukrové třtiny, důstojníkem (majorem) koloniální domobrany a gentlemanem, ale prodělal krizi středního věku, která skončila nápadem, že se stane pirátem.
Za vlastní úspory si v březnu 1717 koupil loď s deseti děly, pojmenoval jí „Revenge" („Odplata") a najal posádku o sedmdesáti mužích. Prvního dne začal netypicky vyplácet svým mužům mzdy místo principu „není lupu, není kupu“.
Při první plavbě si nevedl zrovna špatně, plul ze zálivu Chesapeake Bay do Londýna, obsadil hned 5 lodí a dále zakotvil v bývalém útočišti Kidda na ostrovech Ginger’s Islands. Potom cestou na jih zajal další 2 lodě nedaleko Charlestonu v Jižní Karolíně.

## Setkání s Černovousem

Bonnetova vlajka

Cestou na Bahamy Bonneta napadla posádka válečného plavidla Španělského impéria a zle mu poničila loď. On sám byl těžce raněn a polovina posádky pobita. Vážně poškozená se Revenge dostala do New Providence. Za zásoby potravin, opravy, a posily zaplatil Bonnet tím, že nechal velet Černovouse.
Pod Černovousovým velením Revenge přepadala obchodní břehy Virginie a Delaware. Jen za říjen zabrala více než jedenáct lodí. Bonnet však nic nedělal, jen se procházel po palubě a četl knihy ze své zásoby.
Poté plula Revenge do New Providence a odtamtud na Malé Antily jako doprovod Hornigoldovy lodě Ranger. Řetěz ostrovů malých Antil dával pirátům možnost snadno se zmocnit manévrujících obchodních lodí. Zde piráti zajali velkou francouzskou obchodní loď Concorde s nákladem afrického zboží, včetně zlata a drahého kamení. Po rozdělení kořisti dal Hornigold loď Černovousovi a odjel do New Providence, aby využil královskou amnestii. Černovous se tak mohl vzdát Revenge a vrátit ji Bonnetovi.
Černovous a Bonnet zůstali u Leewardských ostrovů. Na Barbadosu se mezitím zdržovala loď HMS Scarborough se třiceti děly, která dostala rozkaz piráty stíhat. Jen štěstím Scarborough nepotkala loď Concorde, na které bylo dvě stě padesát mužů, třicet šest děl a byla přejmenována na „Pomstu královny Anny" („Queen Anne's Revenge") jako veřejná urážka krále Jiřího I.
V březnu 1718 plul Černovous na ostrovy Turneffe Islands a čekal na Bonneta. Ten cestou napadl velikou obchodní loď z Bostonu, ale zjistil až příliš pozdě, že Protestant Caesar se svými šestadvaceti děly je moc velké sousto pro jeho desetidělovou šalupu. Po tříhodinovém boji byl nucen se vzdát.
Když se pak v dubnu téhož roku sešel s Černovousem, požadovala Bonnetova posádka nového velitele. Černovous to vyřešil tak, že pozval Bonneta na svou (lepší) loď a kapitánem Revenge jmenoval Richardse.
Černovous se vydal na lov do Honduraského zálivu. Hned první lodí, kterou přepadl, byl Protestant Caesar, který zrovna nakládal kampeškové dřevo. Když si posádka Protestant Caesar uvědomila, že ve flotile je Revenge, prchla do honduraských lesů. Piráti loď vyplenili a poté zapálili. Tím se zařekli, že zničí všechny lodě Nové Anglie odplatou ze oběšení tří pirátů v Bostonu.
Poté se objevili u břehů Charlestonu v Jižní Karolíně, kde vyplenili pět lodí s nákladem zhruba za 1500 liber a zajali několik rukojmí. Za ty požadovali jen bedýnku léků, ale Charleston se vzepřel, a tak se všech osm pirátských lodí rozhodlo srovnat jeden z nejvíce prosperujících přístavů Ameriky se zemí. Těsně než piráti začali střílet, zpozorovali, jak k nim vesluje člun s bednou vzácných léků. Tato katastrofa podnítila kolonie, aby uvažovaly o společné obraně.
Následně se celá Černovousova flotila pokusila dostat přes ostrůvky Outer Banks u pobřeží Severní Karolíny, tam jim na mělčině uvízly dvě velké lodě. Černovous byl znovu nucen vrátit Revenge Bonnetovi, Bonnet ji zanechal v přístavu Beaufort a vydal se do Bath v Severní Karolíně, aby využil královskou amnestii.

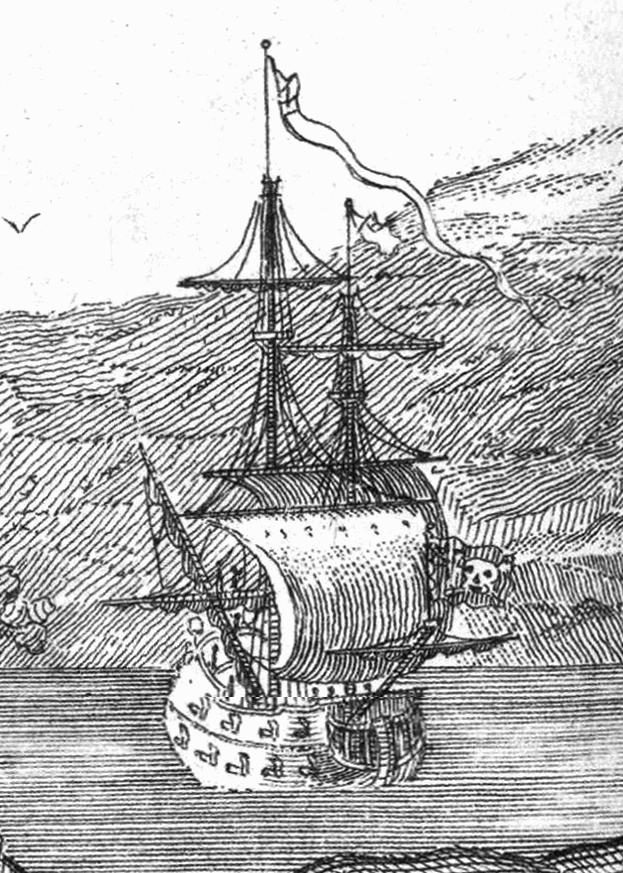
Pirátská loď té doby

## Omilostnění
Královská amnestie z roku 1717 Bonneta zbavila viny za všechny loupeže a vraždy, které spáchal na moři do 5. ledna 1718 a ještě si k tomu mohl nechat všechen lup, protože jeho majitelé neuplatnili svůj zákonný nárok. Když se ale vrátil ke své lodi Revenge, našel ji vyloupenou, bez jídla a bohatství. Černovous už byl už na cestě k Outer Bank, Bonnet ho stíhal pln touhy po pomstě za vyplenění své lodě, ale dorazil pozdě. Černovous se usídlil v Bath, Bonnet mezitím vybudoval svou posádku z mužů, které Černovous vysadil na opuštěném místě kousek od Beaufortovy úžiny a Revenge přejmenoval na Royal James (údajně si také změnil jméno na „kapitán Thomas").
Bonnet snažil plnit svoji přísahu, kterou složil při svém omilostnění, ale i tak přepadával menší plavidla. Některá z nich si nechal a poté vyplul k Severní Karolíně, aby lodě vybavil a schoval se před hurikány. Když piráti dorazili k Mysu hrůzy, uspořádal Bonnet velkou hostinu, při které vypili neuvěřitelných 1800 galonů rumu.

## Poslední boj
Charleston vyslal proti jinému pirátu Charlesi Vanovi sto třicet mužů na dvou šalupách pod dohledem velitele námořní pěchoty William Rhett. Ten také zahnal Vana na útěk, ale spatřil Bonnetovu skupinu a tak jeho lodě Henry (osm děl a sedmdesát mužů) a Nymph (osm děl a šedesát mužů) zamířily do řeky u Mysu hrůzy s plánem napadnout Bonneta ráno příštího dne.
Ale byl to Rhett, kdo byl ráno přepaden. Když se jeho lodě pustily nahoru proti proudu, řítila se proti nim Bonnetova Royal James s deseti děly a rudou vlajkou. To, co se stalo potom, nebylo úplně plánované, všechny tři lodě totiž uvízly na mělčině, Rhett a Bonnet vedle sebe. Rhett měl horší pozici než Bonnet – Royal James byla od lodi Henry odkloněná a její děla nebyla k použití, ale šalupa Henry byla k pirátské lodi přikloněna a proto byli muži z Henry vystaveni palbě z ručních zbraní. I přesto, že se schovávali, kde mohli, jejich ztráty rostly.
Bitva trvala pět hodin, než příliv vysvobodil šalupu Henry, která po pár opravách a nabití děl zamířila na Bonnetovu Royal James. To ale už piráti pobili dvanáct a zranili osmnáct nepřátel a ztratili pouze jednoho muže. Když ale viděli, že nepřítel je v přesile a oni nemohou z místa, rozkázal Bonnet vyhodit loď do povětří. Muži protestovali a Rhett slíbil, že se přimluví za jejich omilostnění, a tak se vzdali.

## Poslední chvilky života

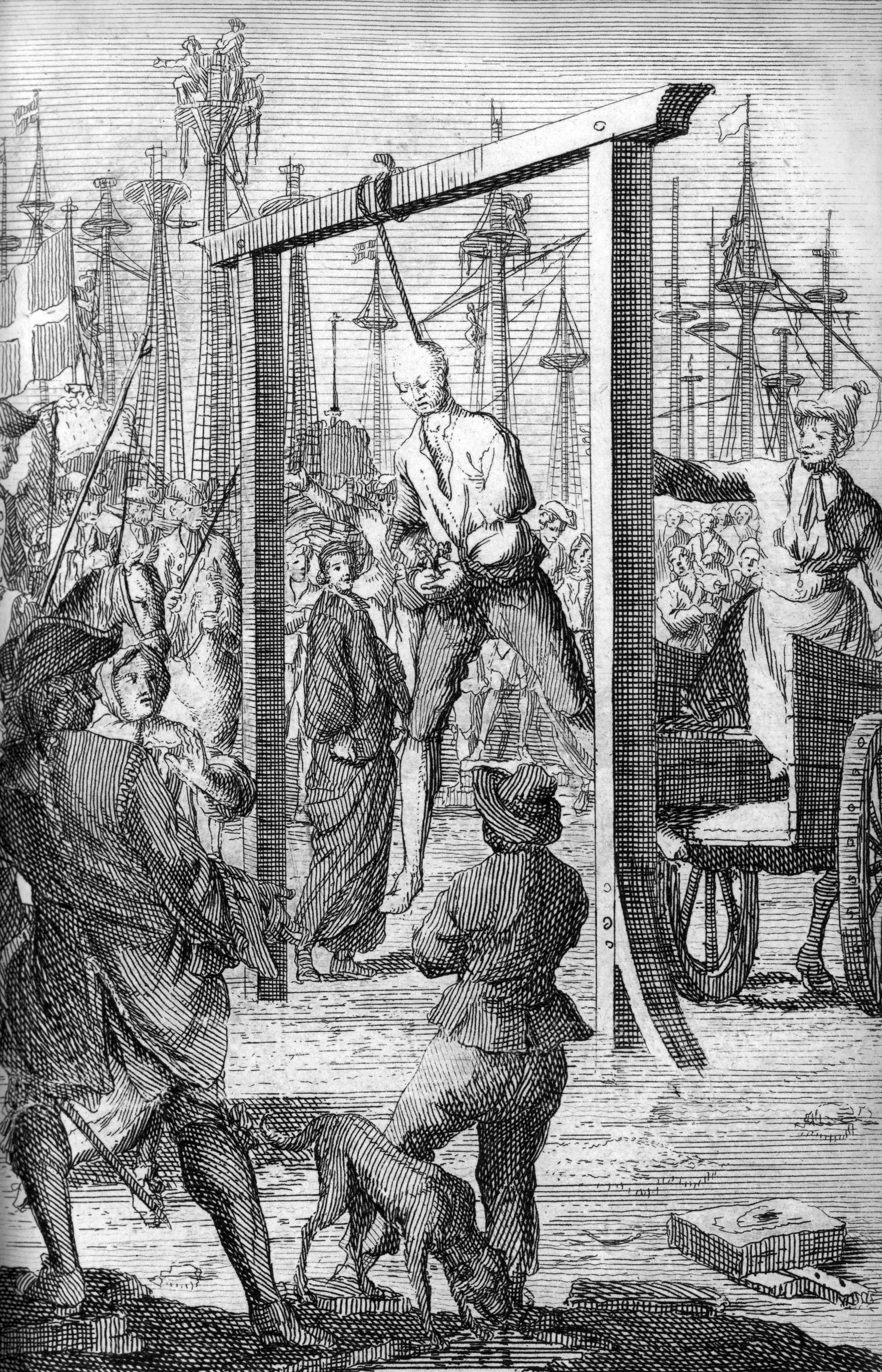
Oběšení Steda Bonneta

3. října předal Rhett šestatřicet zajatců charlestonskému náčelníku lodní policie. Čtyři dny před zahájením soudního procesu však Bonnet s navigačním důstojníkem Davidem Herriotem utekli na hustě porostlý Sullivanův ostrov, kde se schovávali pod ochranou místní komunity indiánů a uprchlých otroků. Okamžitě na ně byla vypsána odměna 700 liber.
Rhettovi trvalo čtrnáct dní, než je zahnal do úzkých. Následovala přestřelka, při které byl Herriot zabit a Bonnet znovu zatčen.
28. října až 5. listopadu byli soudním dvorem soudce Nicolase Trotta, za obsazení šalup Francis a Forune, skoro všichni Bonnetovi muži až na čtyři shledáni vinnými a odsouzeni k trestu smrti oběšením. 8. listopadu bylo všech čtyřiatřicet mužů popraveno v White Pointu nedaleko Charlestonu.
Proces s Bonnetem samotným se konal až 10. listopadu. Byl také odsouzen k trestu smrti oběšením, poprava se konala až 10. prosince. Díky přátelům tedy přežil svoji posádku o celý měsíc.